# William Donn de Burgh
William Donn de Burgh, detto il "Conte Castano", terzo Conte dell'Ulster, (1312 – Carrickfergus, 6 giugno 1333), è stato un nobile irlandese, nipote di Richard Óg de Burgh, II conte di Ulster, per mezzo del suo secondogenito Giovanni.
Fu assassinato nel 1333 da alcuni dei suoi feudatari a causa di una controversia e gli succedette la sua unica figlia, Elisabetta de Burgh che si unì in matrimonio con Lionello Plantageneto, I duca di Clarence, terzo figlio di Edoardo III d'Inghilterra.
Alla morte di Guglielmo Donn ("donn" in Irlandese significa "castano di capelli", da cui il suo soprannome) le varie fazioni della casata dei de Burgh, ora noti come Burke, diedero vita alla Guerra Civile dei Burke (1333-1338).